# Sigurbjörg Þrastardóttir

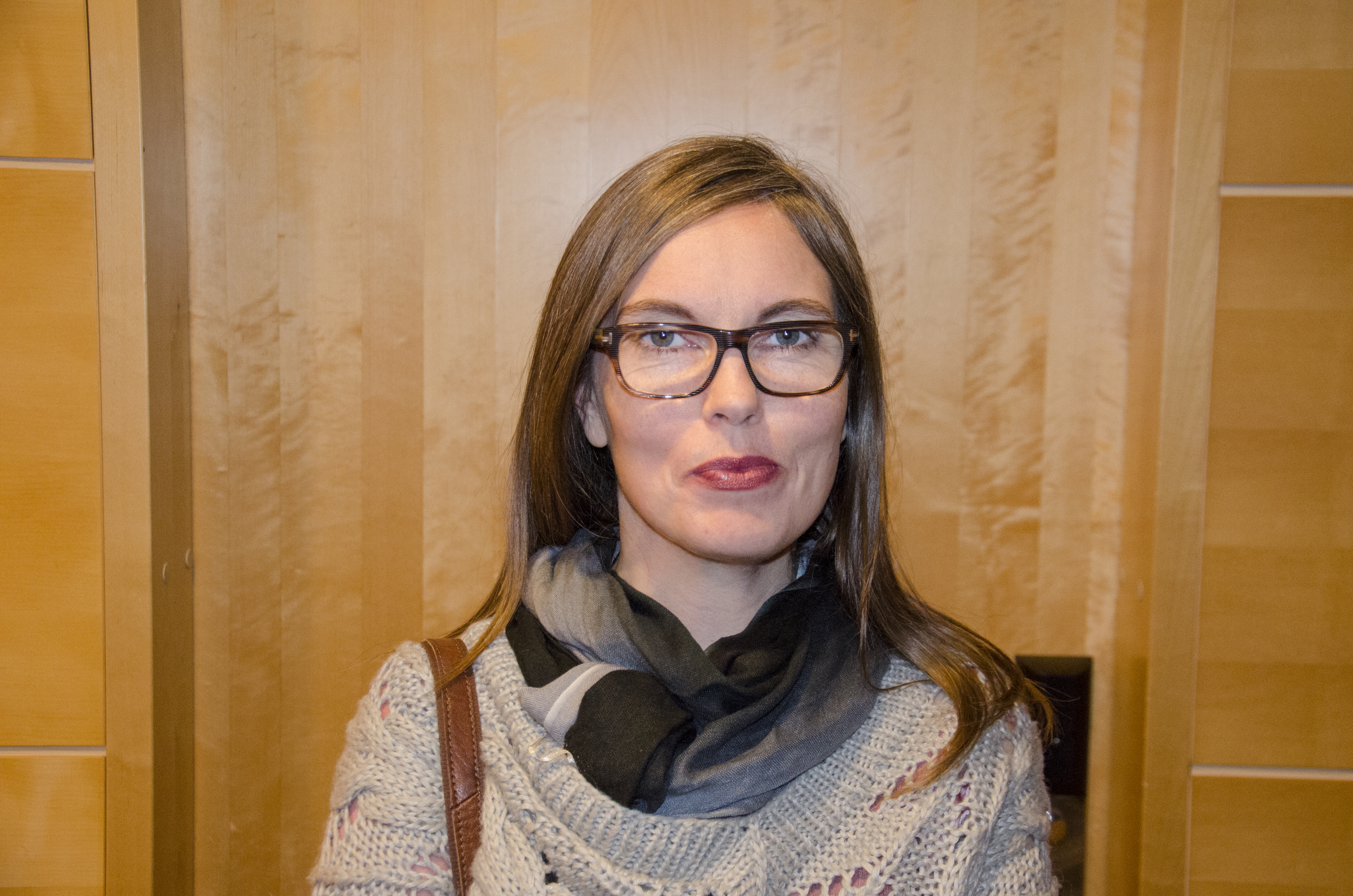
Sigurbjörg Þrastardóttir auf der Göteborger Buchmesse 2015

Sigurbjörg Þrastardóttir (* 27. August 1973 in Akranes) ist eine isländische Autorin.
Sigurbjörg Þrastardóttir studierte vergleichende Literaturwissenschaft an der Universität Island und schloss 1997 mit einem Bachelor of Arts ab. 1998 beendete sie auch das Studium des Journalismus und der Massenkommunikation. Neben ihrer Autorentätigkeit arbeitet sie heute als Journalistin bei der größten Zeitung, Morgunblaðið. Sigurbjörgs erstes Buch, der Gedichtband Blálogaland („Land der blauen Flammen“), erschien 1999. Seitdem hat sie zwei weitere Gedichtbände veröffentlicht sowie den Roman Sólar saga („Sols Geschichte“), für den sie 2002 den Tómas-Gudmundsson-Literaturpreis erhielt. In der Spielzeit 2003/04 wurde in Akureyri ihr Stück „Eierstöcke“ uraufgeführt.
Sie publiziert im isländischen Verlag JPV-útgáfa, die deutschen Übersetzungen erscheinen bei die horen.